# Meloenkwalletje
Het meloenkwalletje (Beroe gracilis) is een soort ribkwal (Ctenophora) uit de familie Beroidae. De wetenschappelijke naam van de soort werd voor het eerst geldig gepubliceerd in 1939 door Künne.